# Barcoo Shire
Koordinaten: 25° 17′ S, 141° 58′ O

Das Shire of Barcoo ist ein lokales Verwaltungsgebiet (LGA) im australischen Bundesstaat Queensland. Das Gebiet ist 61.830 km² groß und hat etwa 267 Einwohner.

## Geografie
Das Shire liegt im Südosten des Staats an der Grenze zu South Australia etwa 1.040 km westlich der Hauptstadt Brisbane.
Verwaltungssitz der LGA ist Jundah mit 106 Einwohnern. Weitere Ortschaften sind Farrars Creek, Stonehenge, Tocal und Windorah.

## Geschichte
Ab 1870 wurde das Gebiet besiedelt und ab 1880 entstanden die Orte Windorah und Jundah. 1885 entstand der Bezirk Barcoo, benannt nach dem Barcoo River, der seinen Namen wiederum von den Ureinwohnern hat.

## Verwaltung
Der Barcoo Shire Council hat fünf Mitglieder. Der Mayor (Bürgermeister) und vier weitere Councillor werden von allen Bewohnern des Shires gewählt. Die LGA ist nicht in Wahlbezirke unterteilt.